# جنینگز (لوئیزیانا)
جنینگز (به انگلیسی: Jennings) شهری در ایالت لوئیزیانا کشور ایالات متحده آمریکا است که جمعیت آن در سرشماری سال ۲۰۱۰ میلادی، ۱۰٬۳۸۳ نفر بوده‌است.